# Pardosa subsordidatula
Pardosa subsordidatula este o specie de păianjeni din genul Pardosa, familia Lycosidae. A fost descrisă pentru prima dată de Strand, 1915.
Este endemică în Israel. Conform Catalogue of Life specia Pardosa subsordidatula nu are subspecii cunoscute.